# 1996年夏季残疾人奥林匹克运动会俄罗斯代表团
1996年夏季残疾人奥林匹克运动会俄罗斯代表团是俄罗斯派出的1996年夏季残疾人奥林匹克运动会代表团。获得9枚金牌、7枚银牌和11枚铜牌。